# Segunda División de Chile 1981
Segunda División de Chile 1981 var 1981 års säsong av den näst högsta nationella divisionen för fotboll i Chile, som vanns av Deportes Arica som således tillsammans med andraplacerade Santiago Morning, Regional Atacama och Rangers gick upp i Primera División (den högsta divisionen), medan Coquimbo Unido och Deportes Antofagasta gick till uppflyttningskval. Segunda División 1981 bestod av 22 lag där alla mötte varandra två gånger, vilket gav totalt 42 matcher per lag. Efter dessa 42 matcher gick de fyra främsta lagen upp en division och lag 5 och 6 till uppflyttningskval. Det sista laget flyttades ner en division.
Efter säsongen 1981 lade Deportes Aviación ner sin verksamhet. Deportes Aviación blev således det lag som flyttades ner, trots att de kom trea. Detta innebar att inget annat lag åkte ur, medan laget på femte plats i tabellen fick en direktplats istället för Deportes Aviación. Detta innebar även att lag 7 fick en kvalplats.

## Tabell
Lag 1–2 & 4–5: Uppflyttade till Primera División.
Lag 6–7: Till uppflyttningskval.
Santiago Morning, Deportes Linares och Trasandino fick en extrapoäng vardera för att ha kommit till semifinal i Copa Chile 1981 - Segunda División, medan Deportes Arica fick två extrapoäng för att ha vunnit densamma.
| Nr | Lag                  | S  | V  | O  | F  | GM | IM | MS  | P  |
| -- | -------------------- | -- | -- | -- | -- | -- | -- | --- | -- |
| 1  | Deportes Arica       | 42 | 20 | 12 | 10 | 66 | 53 | +13 | 54 |
| 2  | Santiago Morning     | 42 | 18 | 16 | 8  | 75 | 63 | +12 | 53 |
| 3  | Deportes Aviación    | 42 | 20 | 12 | 10 | 68 | 42 | +26 | 52 |
| 4  | Regional Atacama     | 42 | 20 | 11 | 11 | 66 | 45 | +21 | 51 |
| 5  | Rangers              | 42 | 18 | 13 | 11 | 65 | 53 | +12 | 49 |
| 6  | Coquimbo Unido       | 42 | 19 | 11 | 12 | 52 | 44 | +8  | 49 |
| 7  | Deportes Antofagasta | 42 | 18 | 12 | 12 | 68 | 62 | +6  | 48 |
| 8  | Deportes Linares     | 42 | 20 | 6  | 16 | 71 | 57 | +14 | 47 |
| 9  | Trasandino           | 42 | 19 | 7  | 16 | 56 | 52 | +4  | 46 |
| 10 | Cobresal             | 42 | 15 | 13 | 14 | 80 | 60 | +20 | 43 |
| 11 | Huachipato           | 42 | 16 | 11 | 15 | 71 | 59 | +12 | 43 |
| 12 | Unión La Calera      | 42 | 14 | 14 | 14 | 64 | 60 | +4  | 42 |
| 13 | Talagante-Ferro      | 42 | 14 | 14 | 14 | 43 | 39 | +4  | 42 |
| 14 | Lota Schwager        | 42 | 14 | 14 | 14 | 43 | 39 | +4  | 42 |
| 15 | Green Cross          | 42 | 12 | 14 | 16 | 50 | 54 | −4  | 38 |
| 16 | Santiago Wanderers   | 42 | 15 | 7  | 20 | 48 | 63 | −15 | 37 |
| 17 | Iberia               | 42 | 10 | 14 | 18 | 45 | 58 | −13 | 34 |
| 18 | Deportes Ovalle      | 42 | 12 | 10 | 20 | 42 | 56 | −14 | 34 |
| 19 | Malleco Unido        | 42 | 12 | 9  | 21 | 49 | 68 | −19 | 33 |
| 20 | San Antonio Unido    | 42 | 8  | 15 | 19 | 46 | 68 | −22 | 31 |
| 21 | Colchagua            | 42 | 7  | 17 | 18 | 39 | 75 | −36 | 31 |
| 22 | Unión San Felipe     | 42 | 8  | 14 | 20 | 45 | 75 | −30 | 30 |

## Uppflyttningskval
Lag 1–2: Uppflyttade till Primera División.
| Nr | Lag                  | S | V | O | F | GM | IM | MS | P |
| -- | -------------------- | - | - | - | - | -- | -- | -- | - |
| 1  | Palestino            | 3 | 2 | 1 | 0 | 4  | 3  | +1 | 5 |
| 2  | Deportes Iquique     | 3 | 1 | 2 | 0 | 7  | 6  | +1 | 4 |
| 3  | Deportes Antofagasta | 3 | 0 | 2 | 1 | 4  | 5  | −1 | 2 |
| 4  | Coquimbo Unido       | 3 | 0 | 1 | 2 | 4  | 6  | −2 | 1 |